# Lorenzo Bellini

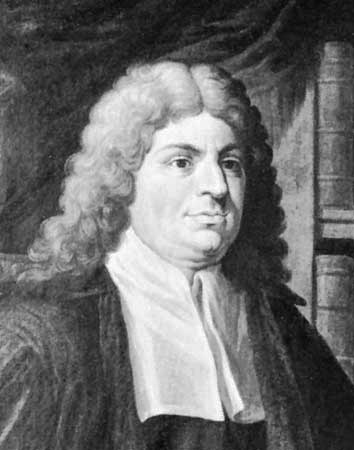
Lorenzo Bellini

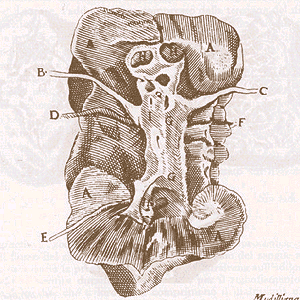
Dibujo de la estructura del riñón hecho por Lorenzo Bellini.

Lorenzo Bellini (* Florencia, 3 de septiembre de 1643 - Florencia, 8 de enero de 1703) fue un médico, anatomista y poeta italiano.
Con solo 20 años, cuando ya había empezado sus estudios sobre la estructura de los riñones y, en su tratado Exercitatio anatomica de structura usu renum (1662) había descrito los conductos papilares (también conocidos como conductos de Bellini), fue nombrado profesor de medicina teorética en la Universidad de Pisa, aunque poco después fue transferido a la cátedra de anatomía. Permaneció treinta años en Pisa, siendo posteriormente llamado para ir a Florencia, donde el gran duque Cosme III de Médici lo eligió como su médico personal. Se convirtió también en consejero del papa Clemente XI. Sus trabajos se agruparon y publicaron en Venecia en 1708.
Fue miembro de la Academia de la Arcadia, con el seudónimo de Ofelte Nedeo, y de la Accademia della Crusca. Algunas de sus composiciones poéticas se encuentran en la colección Rime degli Arcadi.

## Algunas publicaciones

Opuscula, 1695

- Exercitatio anatomica de structura et usu renum. 1662